# 中正橋
中正橋為連接台灣臺北市與新北市的重要橋梁，此橋跨越新店溪，為聯絡新北市永和地區與台北市之間的重要聯絡通道。兩端連接台北市中正區重慶南路三段和新北市永和區永和路二段，為市道111號之一部分，並以匝道銜接臺北水源快速道路及新北環河快速道路。原名川端橋，因日治時期與台北市川端町連接而得名，戰後擴寬並改名為中正橋。
初代中正橋完工於1937年，在戰後時期經過多次改建延長與拓寬，並於1971年10月改建。2015年臺北市政府文化局公告中正橋在日治興建之橋墩及橋墩上鋼鈑梁為歷史建築。由於使用已久，中正橋橋體結構面臨逐漸老化、排水不良等問題，且當初設計防洪標準較低；2019年於舊橋下游側另建新橋，採取曲線形鋼拱橋設計，於2023年10月8日第一階段通車通行汽車、機車、2024年3月16日第二階段通車通行汽車、機車，原始舊橋體預計將則改建為人行步道（自行車下車牽行）。

## 歷史

### 日治時期

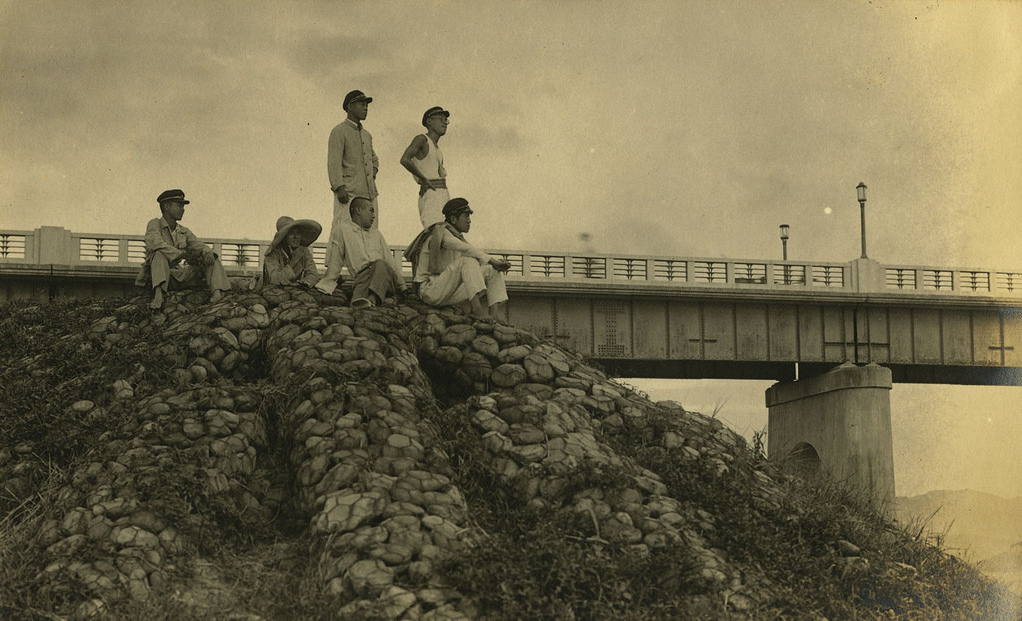
日治時期的川端橋（中正橋）樣貌

#### 建橋由來
1920年代末至1930年代初，永和所在的臺北州海山郡及其下轄中和、板橋街、土城、三峽、鶯歌等行政區，產業及文化日漸發達，自動車業也如雨後春筍，但海山郡與臺北市僅一水之隔，交通卻非常不便，於是臺灣總督府評議會員黃純青、臺北州州協議會員陳炳俊與山本義信、板橋街長神谷龜吉、中和庄長江讚慶、土城庄長簡鴻黎、鶯歌庄長陳阿玉、三峽庄長陳佛齋等人，聯名向臺北州知事陳情於新店溪架橋。
經過陳情，板橋街至臺北市之間的昭和橋（今光復橋）即將興建，但中和地處板橋街至臺北市之間，受新店溪阻隔，交通仍感不便，1931年～1932年間，中和庄長江讚慶與在地居民繼續陳情建橋。
中和庄民就架橋事宜組織期成同盟會，1932年10月網溪別墅主人楊仲佐（楊嘯霞）、海山郡守松野孝一、中和庄長吉田道定等人聯袂拜訪臺北州廳，陳情橋梁與堤防興建。經眾人多次努力，終於在1933年態勢明朗，確定待昭和橋（今光復橋）完工後，架設中和至臺北市川端町之間的橋梁。

#### 傳說
相傳為溪州（永和舊稱）耆老楊仲佐（楊嘯霞，台灣畫家楊三郎之父）善種菊，1923年裕仁皇太子（即後來昭和天皇）臺灣行啟，因喜愛菊花而至永和賞菊，然當時台北到永和僅能靠渡船往來，楊仲佐便藉機說服太子建橋，太子有感於渡船之不便與危險，下令日本政府日後興建川端橋。但該說法並無任何當時之紀錄支持，故有歷史學者認為純屬軼話。

#### 興工歷程
臺北州土木課設計橋梁，1935年3月現場說明與辦理競標，1935年6月1日興工。
1937年2月川端橋竣工，耗資25萬2千餘日圓，橋長300.56公尺，寬5.2公尺，設2線車道。3月25日上午於橋畔舉辦竣工典禮，由中和協議會員范阿清及其子孫三代夫婦相隨首渡。同日下午在漳和公學校舉行祝賀會。

### 戰後時期

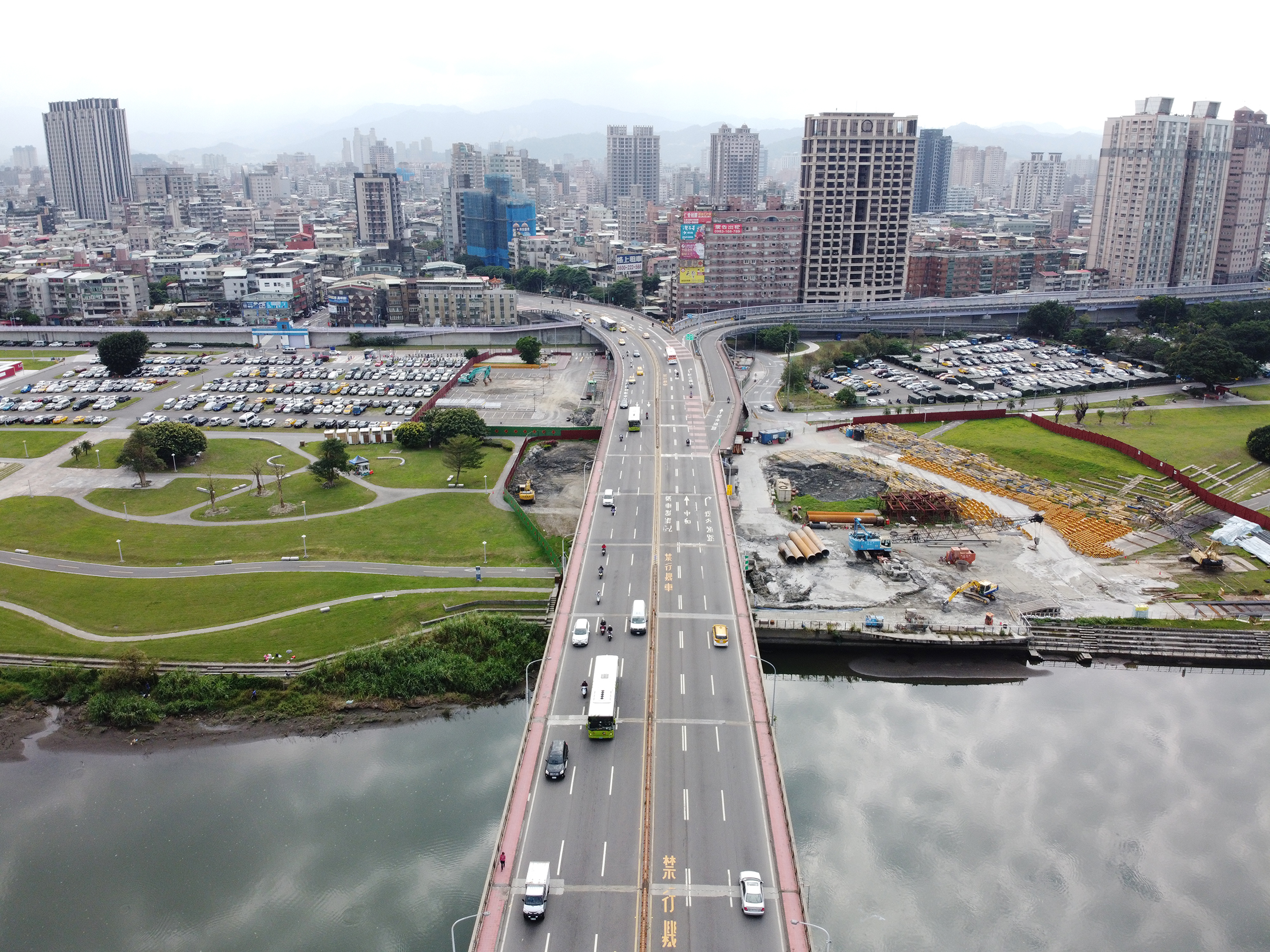
2020年的中正橋舊橋

1945年11月，中和鄉長蕭昌銅將之更名為「中正橋」。
1954年，因應交通量大增與防空疏散需求，加寬橋面7公尺作人行道使用。
1961年，臺灣省公路局辦理第二次拓寬，橋面拓增至15.4公尺，8月1日開放行人與部分車輛通行，8月16日起雙向通車，並於9月7日至9日於橋下舉辦龍舟競賽，慶祝拓寬。
1962年，政府修建永和堤防，為符合河寬之規定，橋長向南延伸100公尺，11月22日動工（開工前已先架設便橋），由榮民工程事業管理處興建。
1963年，5月31日竣工、6月15日舉行通車典禮。
1968年4月15日起，以90個工作天整修伸縮縫。
1972年第三次拓寬完成通車，長500公尺，寬24.5公尺，高11.8公尺，設有雙向各3線車道與人行道。，時任中華民國副總統嚴家淦為新橋落款。永和區側原有一牌坊，為收費站舊址（1973年7月開始收費），後因收費員貪污案爆發而停止收費。
2010年5月，為配合新北環河快速道路永和段工程，環河西路一段路面拓寬與堤防外移，永和側橋面將需加高2公尺，於5月21日開始階段性施工，進行封路改行便橋、拆除與重建橋面工程。

### 另建新橋

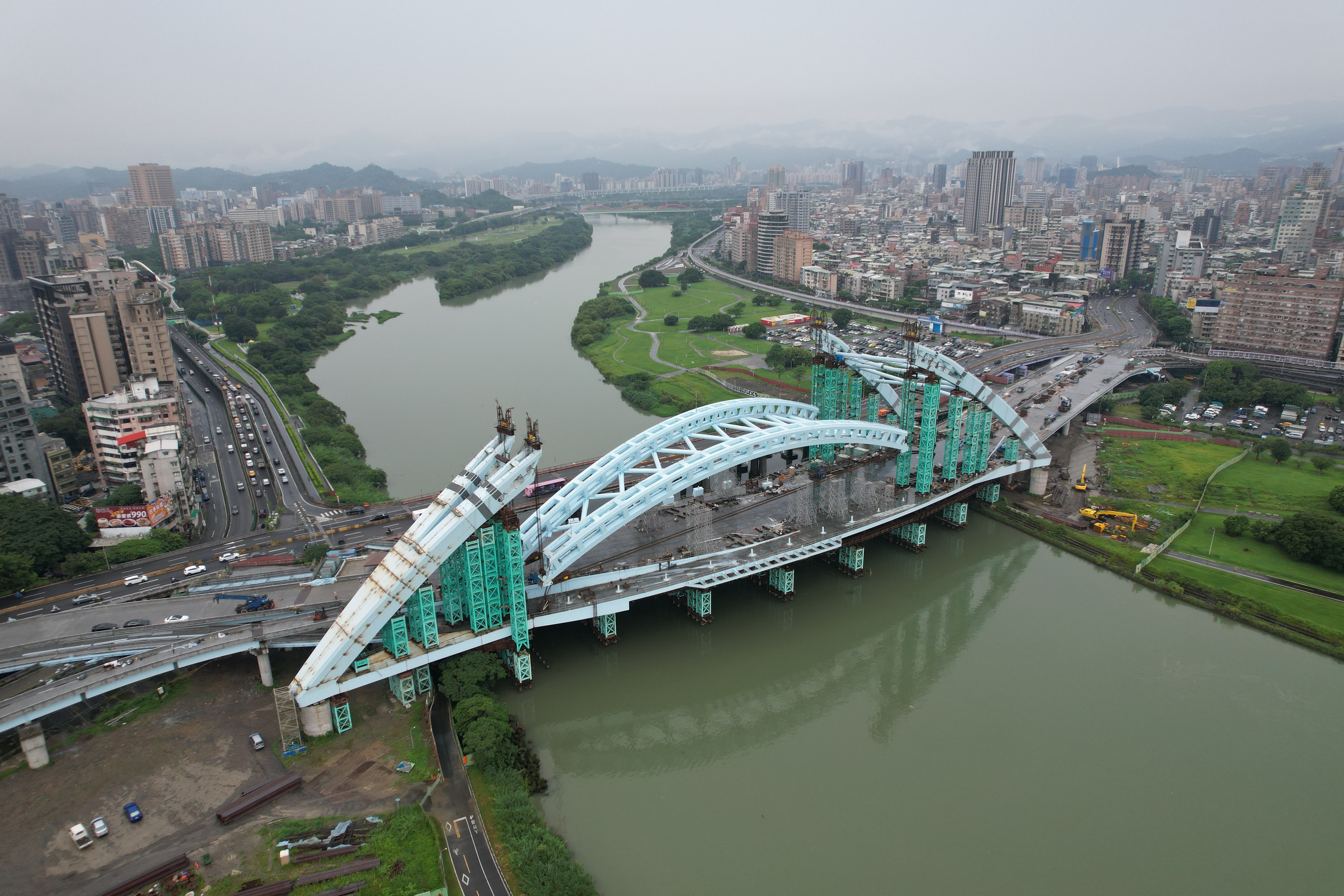
施工的新建中正橋

2015年3月，因為中正橋耐震係數和防洪高度都不合標準，所以台北市政府考慮拆除；然而橋面下方仍然保存了日治時期川端橋的結構，因此文化資產審議委員會建議保留。8月，政府決定保留原有的中正橋提供行人與自行車使用，並且另建新橋提供汽機車輛通行使用。9月1日，臺北市政府文化局公告中正橋1937年興建之P1至P13號橋墩及該橋墩上之鋼鈑梁為歷史建築保存主體。
2019年5月6日，新中正橋開工。
2020年1月23日，由時任台北市長柯文哲決議下，重慶南路高架橋（中正橋引道）拆除工程於小年夜開始封閉周邊道路、刨除橋面鋪面以及卸除路燈及號誌等設施。1月27日拆除完成並於中午開放通車。
2021年10月11日，因為中正橋新橋與舊橋結構在永和有重疊區段，因此該橋永和段將以交通便橋取代原車道，然後將原車道拆除以施作新橋。

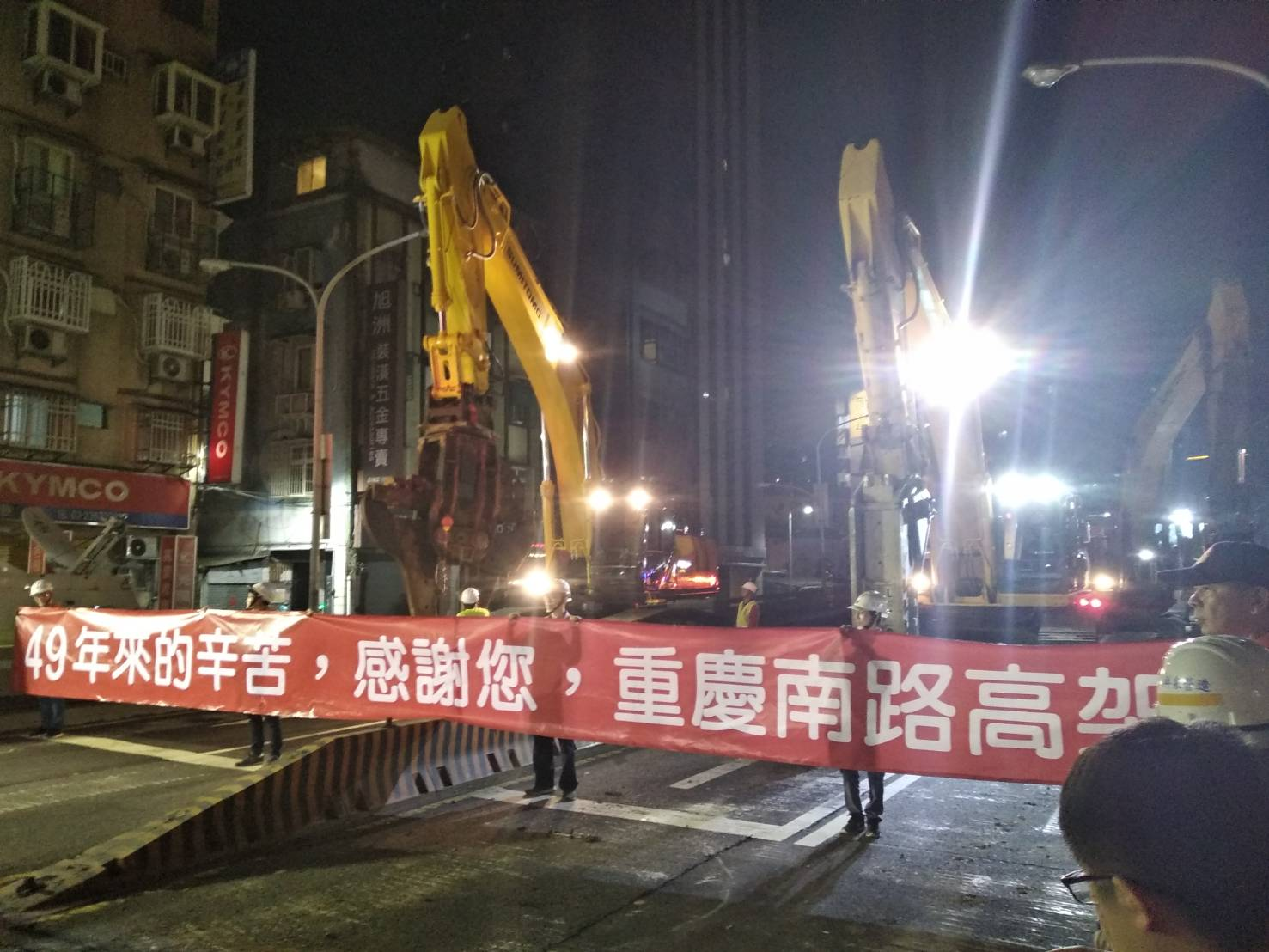
中正橋引道拆除工程

2023年10月8日，開放中正新橋外線兩車道及機車道台北往新北環快及堤外匝道，舊橋繼續使用一車道，只能直行往永和方向，11月18日完全開放台北往新北的三車道（若機車族要往永和方向，走中間車道上橋即可；若要往堤外、新北環快則走外側的機車專用道。）；而新北往台北方向車流的轉換，已於2024年3月16日開放汽機車通行新橋，7月20日開放機車專用道，8月1日起每日7時至9時新北往臺北方向禁止右轉廈門街114巷，11月17日開放「水源快速道路」汽車專用匝道，銜接中正橋可前往新北新店、北市師大路。

## 建築設計

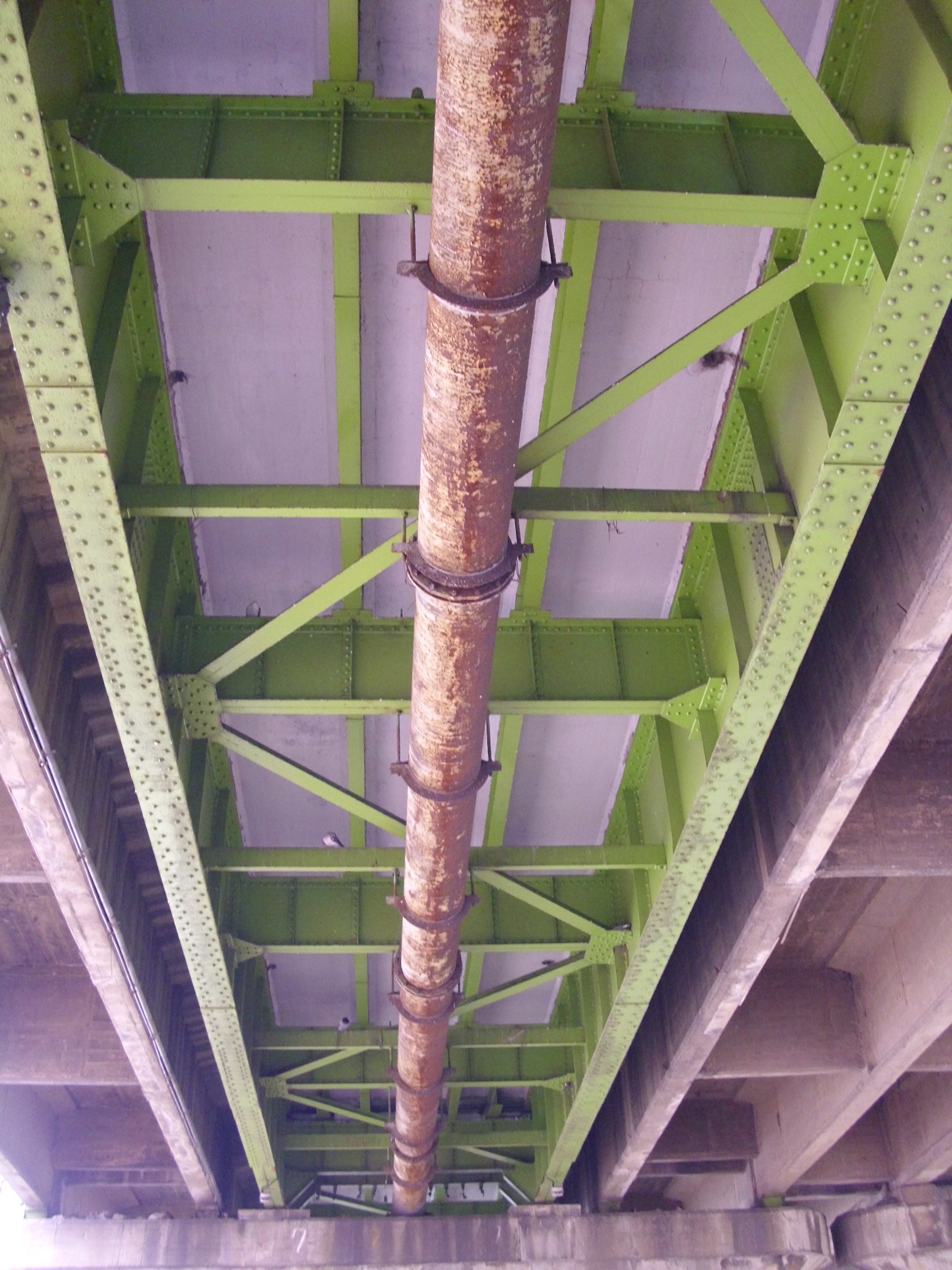
現在橋面下方的日治時期結構

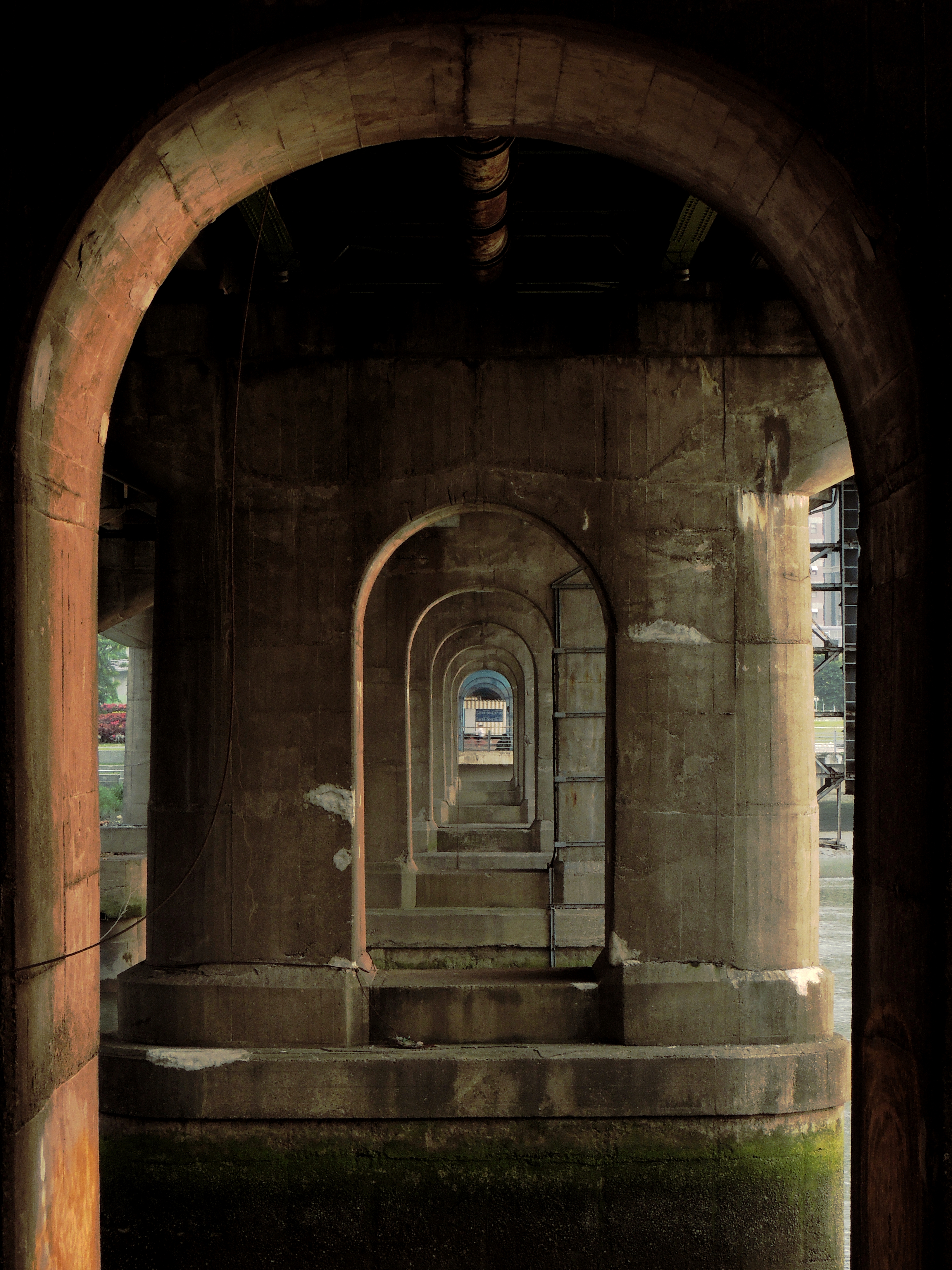
鋼筋混凝土拱形鏤空橋墩與沉箱基礎

1937年中正橋初建時只有13座鋼筋混凝土拱形鏤空橋墩，是時橋墩頂部尚無帽梁；上部結構為上承式鋼鈑梁橋，計14橋孔，鈑梁由日本三菱重工業神戶造船所於1935年製造（現於臺北市端第一橋孔鋼梁側面尚存製造銘版一片），橋長僅300.56公尺、寬5.2公尺。本橋設計與鋼梁結構為日治時期後期台灣公路橋梁的樣式之一，現存與中正橋類似之橋梁，尚有雲林縣斗六市西平路跨越虎尾溪的「榮橋」（1935年竣工）。
戰後1954年、1961年中正橋拓寬至15.4公尺，於原鋼鈑梁兩側各加一支I型PC梁；另推測於這個時期，原日治時期的鋼筋混凝土橋墩頂部，已增建帽梁。1963年5月中正橋向南端延伸100公尺，橋墩數增加至16墩，部分增建的橋墩造型模仿日治時期舊墩型式。1972年中正橋再拓寬至橋寬24.5公尺，實際上是在原橋挨著上游側再加建一座新橋，採四支I型上承PC梁，以及樁基礎懸臂式橋墩設計。
2010年5月起，中正橋因應新北環河快速道路永和段工程需要，永和端之橋面需加高，已於工程期間抽換一孔日治時期舊鋼梁。
2019年5月6日正式開工的新中正橋，以曲線線形建於舊橋下游側，採透空拱肋大跨徑三叉式鋼拱橋，主跨189.5m，拱肋端點距離215m，以雙拱合併成單拱方式設計，拱高50公尺，並配置2側共28條鋼纜。

## 聯外匝道
|      |      |                  |        |                                                |  |  |  |  |
| 里程 | 名稱 | 形式             | 通車日 | 銜接道路 →聯絡地區                             |  |  |  |  |
|      |      | 匝道（南進北出） |        | 福州街 和平西路二段 重慶南路三段 →台北市中正區 |  |  |  |  |
|      |      | 匝道（南進北出） |        | 水源快速道路 →台北市                           |  |  |  |  |
|      |      | 匝道（南出）     |        | 新北環河快速道路 →新北市中和區、板橋區         |  |  |  |  |

## 其它紀事
- 川端橋和螢橋：根據部分書籍，「川端橋因夜間川端町附近常見螢火蟲出沒，而有『螢橋』別稱」，實為以訛傳訛。根據《台北市土木要覽》之記載，川端橋是鋼筋混擬土橋，位在川端町與溪洲（今永和）間，長300.36米；而賞螢火蟲的螢橋則是木橋，位在川端町13番地（廈門街與廈門街25巷口），僅長19.4米，兩者位置、長度等均不同，故川端橋並非螢橋。
- 川端地藏：因為新店溪發生多起溺水事件，1939年，由開設「紀州庵」的平松德松等人發起，在台北川端橋畔設立一座「延命地藏大菩薩」石佛，以弔祭水難亡靈及息災，該年3月，以台北西本願寺為主體，聚集圓通寺、了覺寺、弘法寺、法華寺僧侶，舉行盛大的除幕及入佛式。[43]

## 鄰近設施
- 臺北市端
  - 古亭河濱公園
  - 水源快速道路
  - 臺北市中正區螢橋國民小學
  - 重慶南路舊貨商圈

- 新北市端
  - 中正橋橫移門
  - 綠光河岸公園
  - 中正橋派出所
  - 永和網溪別墅（楊三郎美術館）
  - 莊敬高職永和校區
  - 永和豆漿商圈
  - 新北市永和區頂溪國民小學
  - 捷運頂溪站

## 外部連結
- 中正橋(川端橋)——文化部文化資產局（页面存档备份，存于）
- 臺北市政府工務局新建工程處-中正橋改建工程 （页面存档备份，存于）